# Joe Aisa
Joe Aisa (9 maggio 1971) è un ex calciatore papuano, di ruolo difensore.

## Carriera

### Club
Ha giocato dal 1996 al 2002 al Lahi Guria. Dal 2003 al 2004 gioca al Lahi Guria.

### Nazionale
Gioca dal 1996 al 2002 con la nazionale papuana.